# 10083 Gordonanderson
10083 Gordonanderson è un asteroide della fascia principale. Scoperto nel 1990, presenta un'orbita caratterizzata da un semiasse maggiore pari a 2,2294212 au e da un'eccentricità di 0,1596448, inclinata di 5,01777° rispetto all'eclittica.